# Bruchmeister

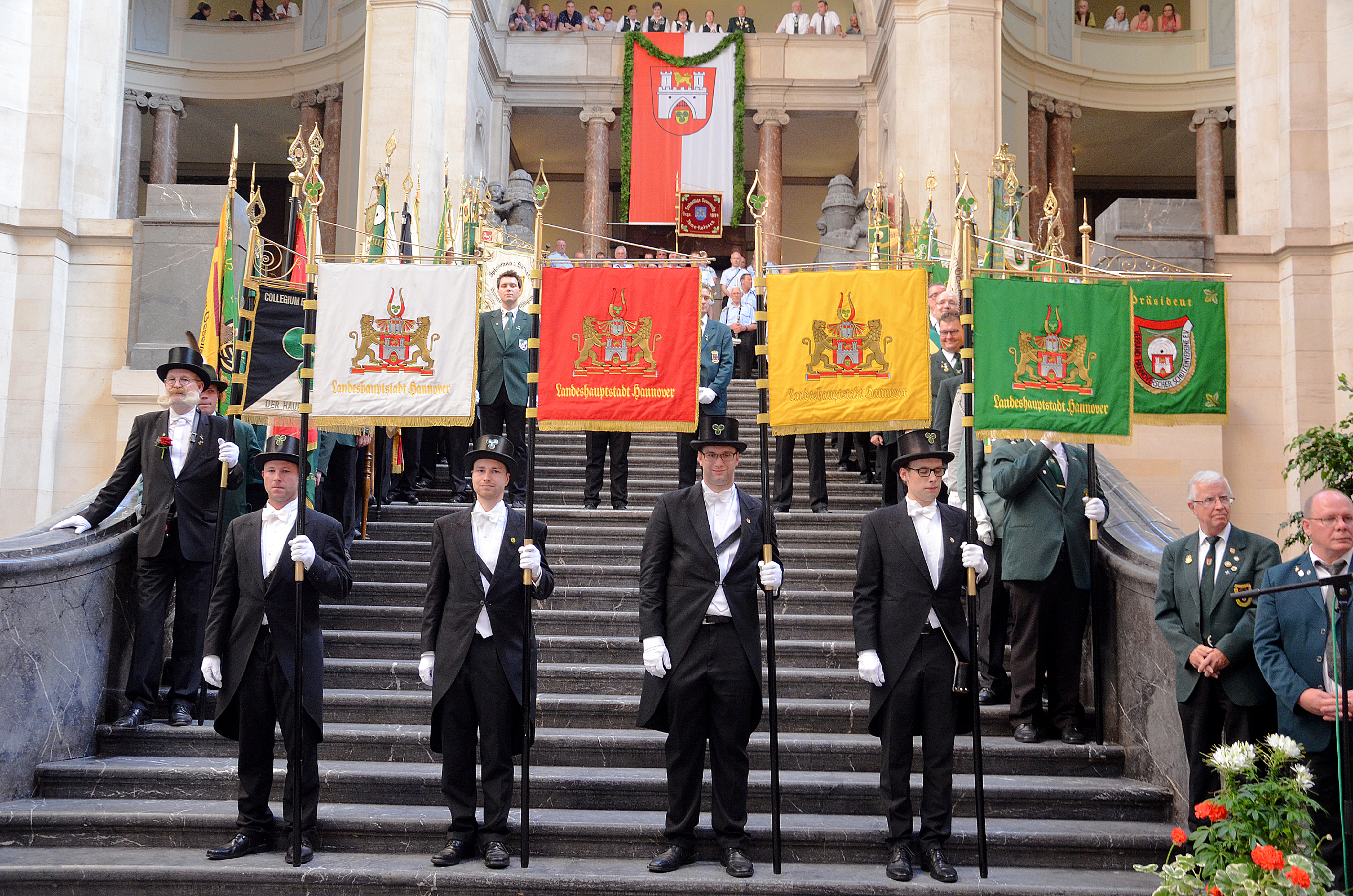
Die vier Bruchmeister zur Eröffnung des Schützenfestes Hannover (2015)

Bruchmeister ist ein Ehrenamt der Stadt Hannover in Niedersachsen. Vier Personen werden für die Dauer eines Jahres vom Oberbürgermeister der Stadt ernannt und erfüllen Repräsentationsaufgaben. Bis 2022 waren es jeweils vier Herren.

## Geschichte
Die 1303 im ersten Bürgerbuch erwähnten Inhaber dieses Amtes waren Gysecone de Lubeke, Hermano de Rintelen, Lud[olf] Luceken und Henrico Seldenbut. Sie werden auch als die „ersten Bruchmeister“ der Stadt Hannover bezeichnet.
Wahrscheinlich geht das Amt der Bruchmeister auf die im Jahr 1303 erstmals erwähnten Ordnungsherren (Magistris discipline) der Stadt Hannover zurück. Diese hatten für die Aufrechterhaltung der Ordnung beispielsweise bei Festlichkeiten zu sorgen. Sie wachten über die Einhaltung der von der Stadt erlassenen Gesetze und (Ver-)Ordnungen und ahndeten den Verstoß (Bruch). Bei Ordnungsverstößen konnten sie einen Platzverweis aussprechen oder einen Ruhestörer aus der Stadt entfernen lassen. Eine weitere Aufgabe der Ordnungsherren war es, Strafgelder für den Rat der Stadt einzukassieren. Diese wurden beim Bruch der Kleider-, Ehe-, Hochzeits-, Tauf- oder Begräbnisordnung usw. fällig. So wurde etwa die höchstzulässige Zahl der Gedecke und Gäste, die Art und Menge der Speisen oder die Dauer der Feierlichkeiten reglementiert. Auch Auflagen zu Musik und Tanz waren einzuhalten.
Die Kämmereiregister der nächsten zwei Jahrhunderte enthalten (fast) jährlich Einträge über die Einnahme von Bruchgeldern. Bereits im ersten erhaltenen Kämmereiregister von 1386 finden wir unter den Einnahmen 20½ Pfund, 5 Schilling „van Broke“ (von Brüchen). Erstmals als „Brokeheren“ erwähnt werden die Ordnungsherren im Stadtbediensteten-Register im Jahr 1518. Die Einnahmen durch die Strafgelder der Brokeheren waren beträchtlich, so vereinnahmte Bernd Live 1526 144 Pfund und 7 Schilling an Strafgeldern, Brokeher Johann Fyningh 1534 sogar 630½ Pfund.
Seit dem Jahr 1535 sind die Namen aller Brokeheren im Stadtbediensteten-Register verzeichnet.
Beschränkten sich die Aufgaben auf das Durchsetzen und Einfordern der vom Rat festgesetzten Ordnungen und städtischen Einnahmen, gelang es ihnen gegen Ende des 16. Jahrhunderts, den Umfang ihrer Befugnisse zu eigener Entscheidungsgewalt auszuweiten. Die Bruchmeister hatten „niedere Gerichtsbarkeit“ und konnten selbstständig Strafen verhängen.
Die Brokeheren gehörten zu einer der angesehensten städtischen Gruppen. Aus den Aufzeichnungen ist bekannt, dass fast ausschließlich die führenden und einflussreichsten Familien der Stadt dieses Amt bekleideten. Viele der Söhne von Ratsherren und Bürgermeistern wurden Bruchherren und früher oder später wurden sie selbst Ratsherrn, Bürgermeister oder bekleideten zumindest andere städtische Ämter. Henning Ludeke wurde, nachdem er zuvor das Amt des Bruchmeister bekleidet hatte, mit 39 Jahren als jüngster Bürgermeister gewählt. In den 165 Jahren, die dieses Amt in den Stadtbedienstetenregistern aufgeführt ist, haben 77 Bruchherren den Sprung zum Ratsherr bzw. Bürgermeister geschafft.
Aus dem Jahr 1631 ist der Amtseid Brokehern erhalten:
„Dat wy duth Jahr der Stadt tho gude Broke Hern sin willen, und in dem Ambt vlietich befunden werden, Broke, Tynse und alleß aller unvorwietlik gebohr ahne Ansehen der Person infordern. So als uns Gott helpe“
Übersetzung:
„Dass wir dieses Jahr der Stadt zugute Bruchmeister sein wollen, und in diesem Amt fleißig befunden werden, Strafe, Zinsen und alles aller unvorweislichen Gebühr ohne Ansehen der Person einfordern. So helfe uns Gott.“
Seit 1671 wurden die Brokeheren im Verzeichnis als Brüche- und Taxtherren geführt, ab 1679 wird im Stadtbediensteten-Register nur noch die Bezeichnung Taxtherren benutzt. Nach einer Anordnung des Landesherrn wurden die städtischen Ehrenämter ab 1697 nicht mehr neu besetzt, die alten Amtsinhaber blieben allerdings im Amt. Mit der neuen Stadtverfassung von 1699 wurden diese Ehrenämter durch bezahlte Bedienstete ersetzt.

## Bruchmeister und Schützenfest
Die früheste Verbindung zwischen dem Schützenfest Hannover und den Bruchmeistern belegt eine Abrechnung aus dem Jahr 1659: Die Brücheherren waren Gäste beim Festmahl anlässlich des Schützenfestes, die Aufstellung der Kosten blieb in den Stadtakten erhalten.
In der städtischen Schützenordnung von 1710 taucht das Amt des Bruchmeisters wieder auf, sie besagt, dass die Schaffer „...befehligt seyn, zweene Brüchemeisters zu erwehlen, welcher Wahl sich niemand von unserer Bürgerschaft bey Vermeidung 5 Thaler Straffe wiedersetzten, noch das Ambt anzunehmen sich in einige Masse verweigern soll“.
Am großen Schützenausmarsch mussten sich alle hannöverschen Bürger beteiligen, die am städtischen „Freyschießen“ teilnehmen wollten. Die Einhaltung dieser Regelung war Aufgabe der Bruchmeister, wer nicht mit marschierte und trotzdem teilnehmen wollte, musste eine Strafe von 1 Taler in die „Bruchkasse“ zahlen.
Seit dem Jahr 1825 tragen die Bruchmeister auch die Städtischen Standarten (damals noch Fahnen) den 4 Zügen des Schützenausmarsches voran. Sie erhalten jeweils eine Aufwandsentschädigung von 6 Talern.

## Ernennung
Seit dem 14. Jahrhundert sind die Voraussetzungen festgeschrieben, die ein Bürger Hannovers erfüllen muss, der sich um das Amt des Bruchmeisters bewirbt: Er muss „ledig, unbescholten, von gutem Leumund und Charakter“ sein und seit 1935 auch Mitglied eines der Schützenvereine in Hannover. Weiter darf der Bewerber nicht älter als 35 Jahre sein.
Während seines Amtsjahres muss er der Stadt jederzeit für Repräsentationsaufgaben zur Verfügung stehen. Für seine Dienste erhält der amtierende Bruchmeister derzeit eine einmalige Aufwandsentschädigung von 175 Euro (für das gesamte Jahr; bis 2001: 300 DM; bis 2010: 150 Euro; bis 2012: 155 Euro).
Vorgeschlagen werden die Kandidaten (derzeit) von den Vorsitzenden der Schützenvereine aus den Reihen ihrer Mitglieder. Seit 2022 bittet die Schützenstiftung der Landeshauptstadt Hannover (davor der Verband Hannoverscher Schützenvereine (VHS) ) dann alle Bewerber zu einem Test, in dem sie Fragen zur Stadtgeschichte, dem Schützenwesen und der Tradition der Bruchmeister beantworten müssen. Die vier am besten geeigneten Kandidaten werden dann als Bruchmeister-Anwärter dem Rat der Stadt Hannover vorgeschlagen. Hat der Oberbürgermeister ihrer Ernennung zugestimmt, werden sie dem Rat der Stadt vorgestellt und zu Beginn des Schützenfestes am „Freitag vor dem ersten Montag im Juli“ in der Kuppelhalle des Rathauses für ein Jahr (bis zum nächsten Schützenfest) als Bruchmeister verpflichtet.

## Bekleidung
In der noch heute gültigen Kleiderordnung der Bruchmeister von 1905 ist die Amtstracht der Bruchherren festgelegt: „Getragen wird ein schwarzer Cut mit schwarzem Beinkleid, weißer Weste und einem weißen Querbinder und ein schwarzer Zylinder mit Kleeblatt (dem heraldischen Symbol Hannovers).“

## Ehemalige
Nach Beendigung des Amtsjahres können sich die Bruchmeister dem „Collegium ehem. Bruchmeister der Hauptstadt Hannover“ anschließen. Das Collegium und die jeweils amtierenden Bruchmeister engagieren sich sozial und kulturell in der Stadt Hannover.